# Liga Nacional de Handebol Feminino
A Liga Nacional de Handebol Feminino, é a principal divisão do handebol feminino do Brasil, criada em 1997, pela Confederação Brasileira de Handebol. A edição de 2014 que se realizou entre agosto e dezembro, contou com 10 equipes.
As equipes da liga sofrem com baixos orçamentos, fuga das principais atletas para as ligas europeias e problemas de calendário.

## História
O campeonato foi criando em 1997 tendo como mais vencedor a equipe do São Bernardo/Metodista com nove títulos nacionais sendo seguido pela equipe do Pinheiros com cinco títulos. A equipe do Blumenau/FURB (SC) é time que mais chegou as finais e que ainda não conquistou a taça sendo vice-campeão seis vezes.

## Edições
| Ano  | Campeão                                     | Vice-Campeão                                |
| ---- | ------------------------------------------- | ------------------------------------------- |
| 1997 | Guarú (SP)                                  | Mauá/Universo (RJ)                          |
| 1998 | Cairú/Ulbra/Diadora (RS)                    | Guarú (SP)                                  |
| 1999 | Mauá/Universo (RJ)                          | Guarú (SP)                                  |
| 2000 | Guarú (SP)                                  | Mauá/Universo (RJ)                          |
| 2001 | Guarú (SP)                                  | Mauá/Universo (RJ)                          |
| 2002 | Guarú (SP)                                  | Metodista/Unimed ABC/Santo André (SP)       |
| 2003 | Mauá/Universo (RJ)                          | Guarú/São Paulo FC (SP)                     |
| 2004 | Mauá/Universo (RJ)                          | Guarú/São Paulo FC (SP)                     |
| 2005 | Guarú/São Paulo FC (SP)                     | Metodista/São Bernardo (SP)                 |
| 2006 | Metodista/São Bernardo (SP)                 | Blumenau/FURB (SC)                          |
| 2007 | Metodista/São Bernardo (SP)                 | Blumenau/FURB (SC)                          |
| 2008 | Metodista/São Bernardo (SP)                 | Blumenau/FURB (SC)                          |
| 2009 | Metodista/São Bernardo (SP)                 | Blumenau/FURB (SC)                          |
| 2010 | Metodista/São Bernardo (SP)                 | Blumenau/FURB (SC)                          |
| 2011 | Metodista/São Bernardo (SP)                 | Blumenau/FURB (SC)                          |
| 2012 | Metodista/São Bernardo (SP)                 | Concórdia/UnC (SC)                          |
| 2013 | Concórdia/UnC (SC)                          | Metodista/São Bernardo (SP)                 |
| 2014 | Metodista/São Bernardo (SP)                 | Concórdia/UnC/Supergasbrás (SC)             |
| 2015 | Metodista/São Bernardo (SP)                 | Concórdia/UnC (SC)                          |
| 2016 | Pinheiros (SP)                              | Metodista/São Bernardo (SP)                 |
| 2017 | Concórdia/UnC (SC)                          | UNIP São Bernardo (SP)                      |
| 2018 | Concórdia/UnC (SC)                          | UNIP São Bernardo (SP)                      |
| 2019 | Pinheiros (SP)                              | UNIP São Bernardo (SP)                      |
| 2020 | Cancelado por conta da pandemia da Covid-19 | Cancelado por conta da pandemia da Covid-19 |
| 2021 | Clube Português (PE)                        | Corinthians/Guarulhos (SP)                  |
| 2022 | Pinheiros (SP)                              | Taubaté/TCC (SP)                            |
| 2023 | Pinheiros (SP)                              | Nacional (SC)                               |
| 2024 | Pinheiros (SP)                              | Clube Português (PE)                        |

## Títulos por equipe
| Clube                           | Títulos | Vices | Anos dos Títulos                                      | Anos em que foi vice                |
| ------------------------------- | ------- | ----- | ----------------------------------------------------- | ----------------------------------- |
| São Bernardo/Metodista          | 9       | 6     | 2006, 2007, 2008, 2009, 2010, 2011, 2012, 2014 e 2015 | 2005, 2013, 2016, 2017; 2018 e 2019 |
| Pinheiros                       | 5       | 0     | 2016, 2019, 2022, 2023 e 2024                         |                                     |
| Guaru                           | 4       | 2     | 1997, 2000, 2001 e 2002                               | 1998 e 1999                         |
| Concórdia/UnC                   | 3       | 3     | 2013, 2017 e 2018                                     | 2012, 2014 e 2015                   |
| Mauá                            | 3       | 3     | 1999, 2003 e 2004                                     | 1997, 2000 e 2001                   |
| São Paulo                       | 1       | 2     | 2005                                                  | 2003 e 2004                         |
| Clube Português                 | 1       | 1     | 2021                                                  | 2024                                |
| Ulbra                           | 1       | 0     | 1998                                                  |                                     |
| Blumenau/FURB                   | 0       | 6     | -                                                     | 2006, 2007, 2008, 2009, 2010 e 2011 |
| Santo André/Metodista/UnimedABC | 0       | 1     | -                                                     | 2002                                |

## Títulos por estado
| Estado            | Títulos | Vices |
| ----------------- | ------- | ----- |
| São Paulo         | 17      | 11    |
| Santa Catarina    | 3       | 9     |
| Rio de Janeiro    | 3       | 3     |
| Pernambuco        | 1       | 1     |
| Rio Grande do Sul | 1       | 0     |